# Ancestre
Un ancestre és un progenitor, és a dir un avantpassat directe (pare o mare); o recursivament, un progenitor d'un ancestre (p.e., un avi, besavi, i així successivament). El terme igualment sol ser usat per a referir-se a un grup d'avantpassats relacionats a un avantpassat directe (família, poble, ètnia, etc.), del qual un individu o grup d'individus descendeixen.

## Ancestre en biologia
En biologia, dos individus tenen una relació genètica si un és l'ancestre de l'altre o si comparteixen un ancestre comú; en evolució biològica, espècies que comparteixen un ancestre evolutiu es diu que són d'avantpassat comú. No obstant això, aquest concepte d'ancestre comú en la filogènia no aquesta completament clarificat per a alguns bacteris i altres organismes capaços de transferència de gens horitzontal.

## Ancestre en l'àmbit cultural
Algunes cultures professen gran reverència als seus ancestres, tant vius com morts, en contrast, persones en contextos culturals més orientats a la joventut poden mostrar un menor grau de veneració pels ancians. En altres contextos culturals, algunes persones busquen providència dels seus ancestres morts; aquesta pràctica es coneix de vegades com culte als ancestres o, més precisament, veneració dels ancestres.